# 피폴스
《피폴스》(Pippols)는 코나미사에서 1985년에 만들어 제작한 비디오 게임이다. MSX용 슈팅 게임이며 국내에선 피폴스,핍폴스,핏폴스등으로 중구난방의 명칭으로 불리고 유저마다 부르는 명칭이 제각각이지만 여기의 문서명에선 외래어 표기법에 따른 '피폴스'쪽으로 작성한다. 소년 '피폴스'가 빛을 갚기위해 모험을 한다는 동화적인 이야기를 갖추고있으며 스테이지는 총 5개로 이루어져있는 게임이다.

## 게임의 줄거리와 이야기
소년 '피폴스'는 옛날옛날의 한 옛날에 사람들은 요정들과 함께 즐겁고 평화롭게 살고있었다. 하지만 사람들이 정말 소중하게 여기던 빛을 어둠의 요정이 빼앗아 강탈해버린다. 사람들은 그로 인하여 귀중한 빛을 잃고 어둠의 암흑세계에서 절망속에서 살아가게되며 어둠의 요정들은 사람들이 앞을 못보게되자 마음대로 괴롭히고 난리를 피며 사람들을 퉁명스럽게 만들고 사람들을 혼돈에 빠뜨린다. 바로 이때 소년 '피폴스'가 어둠의 요정에게 빼앗긴 빛을 되찾아 탈환하기 위해 모험을 떠나며 피폴스는 어둠의 요정들을 물리치려고 빛이 가득찼다고 전해지는 전설의 수정 구슬 '홀리 젬'을 찾아 꽃나라'매리랜드'로 출발한다. 그런데 가는길에 어둠의 요정들이 우글우글 모여들며 피폴스가 가는길을 가로막아 방해하려고 기다리고 있었으며 게다가 메리랜드는 꽃나라,숲나라,돌나라,마른나무의 나라로 둘러쌓여 있고 어둠의 요정들에 마법으로 인해 이리저리 난잡하고 복잡하게 얽혀지게 된다. 하지만 피폴스는 게의치않으며 무사히 메리랜드로 가서 어둠의 요정들의 방해를 뿌리치고 메리랜드에서 '홀리 젬'이란 전설의 수정 구슬을 획득하는데 성공하며 이후에 어둠의 요정들의 방해에도 꾿꾿히 이겨내고 홀리 젬을 가져오는데 성공해 어둠의 요정들을 물리치면서 다시 사람들과 다른 착한 요정들이 행복하게 살아가는데 지대한 공헌을 한 영웅이 된다는 이야기를 게임의 줄거리와 이야기로 담고있다.

## 게임의 진행방법
피폴스게임을 진행할때는 스테이지마다 테마를 갖추고있고 분기 체계도 갖추고있다. 화면은 탑뷰 시점에서 강제 세로의 종축으로 스크롤이 되며 공간을 세로의 종축으로 5줄로 분할하면 상하의 방향으로 이동은 자유롭지만 그대신 좌우의 방향으로는 점프를 통해 운영해야하고 지형에 따라 좌우의 이동이 크게 제한되는 것이 특징이다. 당연히 막힌길도 때때로 나오며 강제 스크롤이므로 화면끝에 끼이면 즉사하며, 목숨수인 플레이어수가 1개 감소한다. 위로 올라가면서 스테이지들을 클리어해나가고 홀리 젬을 얻고온뒤 집으로 귀향하여 돌아오면 게임이 완료되는데 돌아오는 길목은 스크롤 방향이 거꾸로 된다는점이 독특한 점이다. 스테이지에 따로 보스 등장인물인 캐릭터가 존재하지 않고 스테이지 끝까지 걸어가면 완수되지만 결코 절대로 쉽다는 건 아니다. 방향별로 나오는 적들을 항상 예의주시해야하며 게임이 쉽게 풀수있는 것은 아닌만큼 꽃발부터 출현해서 거의 전 스테이지에 빼놓지 않고 빠지지 않으며 등장하는 하늘색 슬라임이 정말 난적이다. 위로 올라갈때는 한쪽으로만 올라가도 상관은 없을 정도지만 나중에 홀리 젬이란 빛의 구슬을 얻고 돌아올때는 방향을 모른다면 왔던길을 빙빙 우회하며 돌수도 있으며 방향을 선택하지 않고 가만이 있다면 다시 뒤로 되돌이간다. 그러므로 홀리 젬이란 빛의 구슬을 얻어서 돌아올때는 돌아오는 방향을 제대로 알고 숙지해둬야한다. 또한 노란 털뭉치들은 지형을 뛰어넘더라도 거의 빈틈투성이지만(물론 여기저기 통통 튀어나가는 정신나간 빨간색도 있으니 조심해야한다.)이 하늘색 슬라임들은 왔던 길을 다시 되돌아오는 경우도 있으며 나중에는 원거리공격까지 감행하니 정말 주의해야한다. 그 외에도 광속으로 뿔뿔히 흩어지며 달려오는 해골형 요정이나 흰색 독수리등(이런 어둠의 요정이 등장하면 게임의 음악이 바뀐다.)의 흉악한 적들이 많이 포진되어있으므로 게임의 모든적들은 방심하지말고 항상 예의주시하며 퇴치해나가야하고 그밖에 빠른 돌이 스테이지에 갑지기 나오는 돌발상황도 언제나 연출될수있다. 게임의 상황에선 정말 뚫어야할 난관이 많지만 게임의 목적을 완수하면 그 기쁨이 두배로 충족한 결과가 나오게 된다. 하지만 게임을 진행할때는 세로의 종축이나 가로의 횡축이나 언제 어디서 발생할지 모르는 돌발상황이 발생하지 모르는만큼 게임을 플레이할시엔 항상 만약의 돌발상황에 대비해야 한다. 점수는 풍족하게 얻을수록 나중의 점수통계에 좋은 영향을 주며 점수를 많이 얻으면 목숨수인 플레이어수도 늘릴수있는 좋은 긍정적인 모습이 나오니 점수는 가능하면 많이 쌓아서 쏠쏠히 남겨주는 것이 좋다. 스테이지를 빠르게 완수할 수 있는 최고의 방향에 대한 도움을 주자면 출발을 할때는 오른쪽(->),오른쪽(->),왼쪽(<-),왼쪽(<-)방향으로 이동하는 것이 제일 스테이지를 완수하는데 최고인 방향이며 돌아올때는 오른쪽(->),왼쪽(<-),오른쪽(->),오른쪽(->)의 방향으로 이동하는 것이 스테이지를 완수하는데 최적의 경로이자 방향이 된다.

## 피폴스의 스테이지
피폴스는 총 5개의 스테이지로 구성되어있으며 5스테이지인 꽃의 나라 B에서 구슬을 얻으면 다시 왔던길을 다시 되돌아와야하는 것이 게임의 진행방법이 된다.
- . 꽃의 나라:피폴스에서 가장 처음에 시작하는 스테이지이다. 처음 스테이지인만큼 난이도는 낮은편이다. 스테이지의 끝에 다다러 완수를 하면 두갈래의 길로 갈라지는데 좌우로 갈라지며 선택에 따리 이동 경로의 거리가 결정되는데 운이 없으면 상황에 따라 우회로가 나올수도 있다. 만약에 기로에서 선택이 늦어진다면 다시 왔던길을 되돌아가 내려오는 최악의 불상사인 상황이 나올수있으니 항상 유의해야한다.

- . 고목의 나라:피폴스의 두번째 스테이지로 마른나무의 고목이 즐비하여 가득한 스테이지이다. 유령인 휴리와 해골의 적이 나오므로 음악이 음산하고 으시시하게 나오며 그만큼 유저들을 긴장하게 만드는 스테이지이다.

- . 숲의 나라:피폴스의 세번째 스테이지로 울창한 나무가 빽빽히 가득찬 숲의 모습을 갖춘 스테이지이다. 외길 중간에 바위로 막혀있는 곳이 나오거나 발빠른 쥐가 등장하기에 항상 이부분을 조심해야한다.

- . 돌의 나라:피폴스의 네번째 스테이지로 모아이 석상들로 숲을 이룬 불가사의한 지역이다. 굴러오는 빠른 돌들이 상당히 위협적이며 다수의 적들은 매우 민첩하고 날렵한만큼 언제 어디서 나타날지 모르는 빠른돌들의 갑작스런 출현과 적들을 항상 예의주시하여 조심해야한다.

- . 꽃의 나라 B:피폴스의 다섯번째 스테이지이자 가장 마지막인 스테이지로 첫 스테이지와 비슷하게 같은 지역으로 보이나 푸른 꽃도 섞여있다는 점이 다르며 울타리 오브젝트가 거의 없는 텅 빈 구간이 꽤 많이 상존하였고 여러 바위들이 빠르게 굴러오는 곳은 언제 어디서 바위가 갑자기 툭 튀어나오는 돌발상황이 발생할 수 있는 큰 위협 장소가 된다. 가장 마지막 스테이지인만큼 결코 쉽지 않으며 첫 스테이지와는 달리 정말 어려운 스테이지이다.

- . 회귀:가장 마지막 스테이지인 꽃의 나라 B에 끝에 닿으면 그곳에 빛을 내뿜는 전설의 구슬인 홀리 젬이 기다리고 있는데 거기서 주인공인 피폴스는 홀리 젬을 획득하여 다시 자신의 고향이자 집으로 귀환한다. 잡으로 되돌아가는 길인만큼 돌아오는 경로도 잘 인지해야하며 돌아올때의 길목에도 어둠의 요정들에 훼방이 많고 또한 돌아올때도 주변이 휑한곳은 언제 어디서 돌발상황이 발생할지 모르므로 주변히 횅한곳을 갈때는 항상 만약의 돌발상황에 대비하는 것이 좋다. 품위있게 홀리 젬을 획득한 피폴스가 다시 되돌아오는 경로인만큼 각별히 신경써야하며 가능한 힁허케 끝내는게 좋다. 역 방향으로 내려가며 이 방향대로의 모험과 여정이 끝나면 피폴스는 다시 어둠의 요정들을 물리치고 묵묵히 자신의 역할을 수행했으며 다시 피폴스가 사는 동네의 사람들과 다른 착한 요정들에게 빛을 되찾아와 행복을 가져다 주었다는 모습과 함께 홀리 잼이 공중으로 떠오르며 빛을 내뿜는다. 동시에 게임의 화면엔 만발한 하트 모양의 꽃들로 장식되고 최고의 행복한 결말을 보게 된다.

## 피폴스의 적 캐릭터
피폴스에서 암흑을 나타내는 어둠의 요정들로 게임상에 피폴스를 방해하는 적들을 얘기한다.
- .누루누루(미끈미끈):가장 일반적인 적캐릭터이자 어둠의 요정으로 길에만 다닐수 있는 마물이다.

- . 빗통:'누루누루'하고는 달리 길이 아닌곳도 갈수있으므로 더 조심해야 한다. 점핑 전에 대기시간을 유의깊게 주시하고 파악하여 이동하고 피난해야 하는 어둠의 요정이다.

- . 휴리:'깜빡깜빡' 나타나서 공중부양하며 배회하는 유령으로 이동에 구애를 받지 않는 어둠의 요정이다.

- . 해골:장기의 차처럼 일직선으로 급행하는 마물이자 어둠의 요정이다.

- . 토게토게(삐죽삐죽한 모양):길로만 다니지만 언제 어디서 회전을 자유롭게 하여 급습할지 모르니 조심해야 하는 마물이자 어둠의 요정이다.

- . 위리:'휴리'와 마찬가지로 길에 구애받지 않고 자유롭게 이동하며 때로 줄지어 나타나기에 플레이어가 정말 주의해야하는 어둠의 요정이다.

- . 쥐:'누루누루'와 비슷하지만 이동과 점프속도가 더욱 빠르기에 급히 처리하고 더욱 조심해야하는 어둠의 요정이다.

- . 바위:길을 막는 장애물이거나 날아오는 공격을 하기도 한다. 장애물일 경우에는 약간의 내구도가 있다.

- . 치요우치요:나비 형태의 공중형 마물이자 어둠의 요정으로 색깔이 다양하게 나타나고 U자형태로 그리며 떼를 지어 나타나기에 항상 조심해야한다.

- . 필드 아이:'빗통'과 유사한 모습으로 빨간색을 가지고 있다. 하지만 게임속에서는 빗통보다 더 위협적이며 쉴새없이 좌우로 뛰면서 공격하기에 더욱더 조심해야하는 마물이자 어둠의 요정이다.

## 피폴스의 아이템과 보너스 상여점수선에 관한 도표
피폴스에서 얻을수있는 일반적인 점수아이템과 피폴스에서 반드시 얻어야하는 홀리 젬에 특수한 아이템인 파워 아이템과 상여점수선에 관한 도표를 이문단에서 설명한다.

### 일반적인 점수아이템과 상여점수선에 관한 도표
여기서는 점수를 얻을수있는 일반적인 아이템과 반드시 얻어야하는 홀리 젬에 상여점수선에 관한 도표를 이곳에서 표시해 설명한다.
- . 흰 동전/노란 동전:지속적으로 얻어 습득하면 두배의 점수로 상향된다.(예시:100-> 500-> 1000 -> 2000)

- . 홀리 젬:평화의 빛의 구슬인 아이템으로 피폴스가 궁극적으로 얻고자하는 목적의 아이템이다. 스테이지를 끝까지 완수하고 무사히 취득했다면 가능한 빨리 집으로 돌아와야한다.

- . 바나다/포도:지속적으로 습득하여 얻어내면 두배의 점수로 불어나게 된다.(예시:100-> 500-> 1000->2000)

- . 상여점수선에 관한 도표:20,000점/80,000점/140,000점/200,000점/260,000점/320,000점/380,000점/440,000점/500,000점/560,000점/620,000점/680,000점/740,000점--- ---으로 점수를 잘 획득할 때마다 추가 상여점수가 60,000점이 더 올라가게 된다.

### 파워 아이템
여기서는 특별한 아이템으로 파워 아이템에 관해 설명한다.
- . 시계:잠시동안 시간을 정지시키며 멈추고 육탄전으로 적들을 다수 처치할 때에 유용한 아이템이다. 다수의 적들이 나타날 때까지 기다리다가 습득을 하면 더욱 더 큰 효과를 보게된다.(각 마물당 1000점씩 얻게 된다.)

- . 십자가:화면에 있는 모든 적들을 소멸시켜 사라지게 만든다.

- . 빨간 구두:주인공인 플레이어를 더욱더 신속하고 빠르게 상향시키며 출현 조건은 노란색 코인을 지속적으로 4개를 습득하면 얻을 수 있게 된다.

- . 파란 구두:길이 아닌 울타리를 자유자재로 자유분방하게 넘어 가며 이동할 수 있게 해준다. 출현 조건은 흰색 코인을 지속적으로 4개를 습득하면 얻을 수 있게 된다.

## 피플스게임의 대진표
피플스게임에 관한 대진표를 이 문단에서 설명한다.
- . HI-SCORE(하이-스코어):플레이어가 현재까지 얻은 가장 최고의 점수를 나타내는 대진표이다.

- . SCORE(스코어):플레이어가 현재까지 얻은 점수를 나타낸다. 점수는 어둠의 요정인 마물을 처치하는 것과 아이템획득등을 통해 올릴수있으며 상여점수도 나온다. 점수를 많이 획득할수록 좋으며 일정점수가 쌓이면 주인공의 목숨수인 플레이어수가 늘어나서 증가한다.

- . REST(리셋):주인공의 목숨수인 플레이어수를 나타낸다. 초기에 목숨 3개(잔0포함)가 주어지며, 적과 접촉하거나, 적에게 공격을 받거나, 빠르게 굴러오는 바위에 부딪히면 주인공 소년인 피폴스가 화면의 플레이어를 원망하는 모습과 함께 죽게 된다. 그로 인해 함께 주인공인 피폴스의 목숨수인 플레이어수가 1개씩 감소한다. 이것을 모두 소진하면 게임오버가 되며 점수를 많이 얻어 획득하면 주인공의 목숨수인 플레이어수도 증가한다.

## 게임에 관한 평가
지금은 고전게임이 됐지만 정말 명작이며 마치 동화와 같은 줄거리와 이야기가 있어 정말 감동적이고 감명적이다. 당대의 아이들에게도 인기가 많았으며 지금도 정말 멋있는 코나미사의 대작 게임이다.